# یارد نگوس
یارد نگوس (انگلیسی: Yared Nuguse؛ زادهٔ ۱ ژوئن ۱۹۹۹)  دونده دو نیمه‌استقامت و استقامت اهل ایالات متحده آمریکا است.